# كفرزيتا
كفرزيتا، بلدة تقع وسط سوريا وتتبع منطقة محردة في محافظة حماة حيث تبعد عن مدينة حماة مسافة 30 كيلومترًا إلى الشمال. تحيط بها عدّة قرى وبلدات، منها كفر نبودة والهبيط إلى الشمال الغربي، وخان شيخون إلى الشمال الشرقي، ومورك إلى الشرق، وصوران إلى الجنوب الشرقي، واللطامنة، وحلفايا، ومحردة إلى الجنوب، والتريمسة إلى الجنوب الغربي، كما تتاخمها قرى كرناز وحيالين الغاب والزكاة والحماميات. كان عدد سكان كفرزيتا يبلغ 17,052 نسمة حسب تعداد المكتب المركزي للإحصاء في عام 2004.
تُعدُّ البلدة مركزًا لناحية كفرزيتا التي تتبع منطقة محردة، وتضم سبع بلدات وقرى بلغ مجموع سكانها 39,032 نسمة حسب تعداد 2004.
خلال الثورة السورية، لُقِّبت كفرزيتا بـ«قرية البراميل» في إشارةٍ إلى حملة القصف العنيف بالبراميل المتفجرة التي شنّها نظام الأسد عليها على مدى سنوات، حتَّى لم يبقَ فيها حجر على حجر، وأُفرِغت من سكانها بشكل شبه كامل.

## الاقتصاد
قبل الثورة، كان هنالك سوق أسبوعية تُقام في كفرزيتا في يوم السبت من كل أسبوع، تُباع فيها الأقمشة والأدوات المنزلية والأطعمة والخضار والفواكه.
تشتهر البلدة بزراعة الفستق الحلبي، والبطاطا، والزيتون الذي أخذت منه اسمها، وقد اكتُشفت فيها معاصر لزيت الزيتون تعود إلى الحقبة الرومانية، إضافة إلى الفستق الحلبي الذي انتشرت زراعته كثيرًا بسبب مردوده المرتفع نسبيًا من جهة وملائمة التربة له من جهة أخرى. وكان يُزرع فيها القطن، والشوندر السكري، والقمح، والبطاطا، وأنواع البقوليات المختلفة، إضافة إلى الخضار والفواكه بأنواعها.
وبعد سيطرته على البلدة، عمِل نظام الأسد على نهب محصول الفستق الحلبي لأهاليها الذين هجَّرهم قسريًا. ففي عام 2021، قام النظام بطرح محصول حقول الفستق الحلبي في مزادٍ علنيّ.

## المعالم والآثار
يوجد بالقرب من كفرزيتا مقام يعرف محليا باسم «الصياد» وهناك مقام آخر يعرف بمقام قضيب البان تم حفره ونهبه حديثاً ولم يعثر به على مقام أو أي شيء من هذا القبيل ويقع إلى الفرب من مدينة كفرزيتا. ويوجد فيها عدد من المساجد أهمها وأكبرها الجامع الكبير (مسجد أبي بكر الصديق رضي الله عنه) وقد أُعيد بناؤه كي يستوعب الأعداد الكبيرة من المصلين علماً أنه قد تم تغيير معالمه بعد هذه التوسعة بشكل شبه كامل لكنه حافظ على معالمه الهامة مثل المئذنة التي ما تزال تحافظ على شكلها القديم.